# عملية مطار اللد
عملية مطار اللد هي هجوم نفذه ثلاثة أعضاء من الجيش الأحمر الياباني بالتعاون مع الجبهة الشعبية لتحرير فلسطين - العمليات الخارجية في 30 مايو 1972. وذلك عندما هاجموا مطار اللد (مطار بن غوريون الدولي حالياً) بالقرب من تل أبيب وقتلوا 26 شخصاً وأصابوا 80 آخرين. قُتل مُهاجمين، بينما أُلقي القبض على الثالث، كوزو أوكاموتو، عقب إصابته.
كان من بين القتلى، 18 حاجاً مسيحياً من بورتوريكو، ومواطناً كندياً، وثمانية إسرائيليين من بينهم الأستاذ أهارون كاتسير، عالم الفيزياء الحيوية البروتينية المعروف عالمياً. والذي كان رئيساً للأكاديمية الوطنية الإسرائيلية للعلوم، ومقدم برنامج إذاعي علمي شهير، ومرشحاً في الانتخابات الرئاسية الإسرائيلية حينها. وانتخب شقيقه إفرايم كاتسير رئيساً لإسرائيل في العام التالي.
فوجئ حراس أمن المطار بالهجوم لأن تركيزهم انصب على احتمال وقوع هجوم فلسطيني، ولم يتوقعوا انخراط مهاجمين يابانيين. تدرب المهاجمون الثلاثة – كوزو أوكاموتو، وتسويوشي أوكودايرا، وياسويوكي ياسودا – في بعلبك، لبنان؛ كان المُخطط الفعلي للعملية هو وديع حداد (الملقب أيضاً باسم أبو هاني)، رئيس العمليات الخارجية للجبهة الشعبية لتحرير فلسطين، بمساعدة أوكاموتو. تكهنت مجلة دير شبيغل في أعقاب الهجوم مباشرةً، بأن تمويل العملية غطته الفدية البالغة 5 ملايين دولار التي دفعتها حكومة ألمانيا الغربية مقابل إطلاق سراح رهائن رحلة لوفتهانزا 649 المختطفة في فبراير 1972.

## الهجوم
وصل المهاجمون إلى المطار على متن رحلة تابعة لشركة الخطوط الجوية الفرنسية قادمة من روما في الساعة 10 مساءً. كانوا يرتدون ملابس محافظة ويحملون حقائب كمان رفيعة، ولم يجذب مظهرهم سوى القليل من الاهتمام. وعندما دخلوا منطقة الانتظار، فتحوا حقائب الكمان واخرجوا منها بنادق هجومية تشيكية طراز ڤي زد.58 [الإنجليزية] من غير دبشك. وبدأوا في إطلاق النار عشوائياً على موظفي المطار والمسافرين، ومن بينهم مجموعة من الحجاج من بورتوريكو، وألقوا قنابل يدوية أثناء استبدالهم مخاذن الذخيرة. قُتل ياسودا بالرصاص عن طريق الخطأ على يد أحد المهاجمين الآخرين، وانتقل أوكودايرا من مبنى المطار إلى أرض المطار، وأطلق النار على ركاب كانوا يهبطون من طائرة تابعة لشركة إل عال قبل أن يُقتل بإحدى قنابله اليدوية، إما بسبب انفجار عرضي سابق لأوانه أو لأنه أراد الانتحار. أطلق أفراد الأمن النار على أوكاموتو، وطُرح على الأرض من قبل أحد موظفي شركة إل عال، واعتُقل أثناء محاولته مغادرة المطار. تعتبر مسؤولية المهاجمين عن قتل جميع الضحايا محل خلاف، إذ ربما يكون بعضهم قد وقع في مرمى النيران المتبادلة بين المهاجمين وأمن المطار.

## القتلى

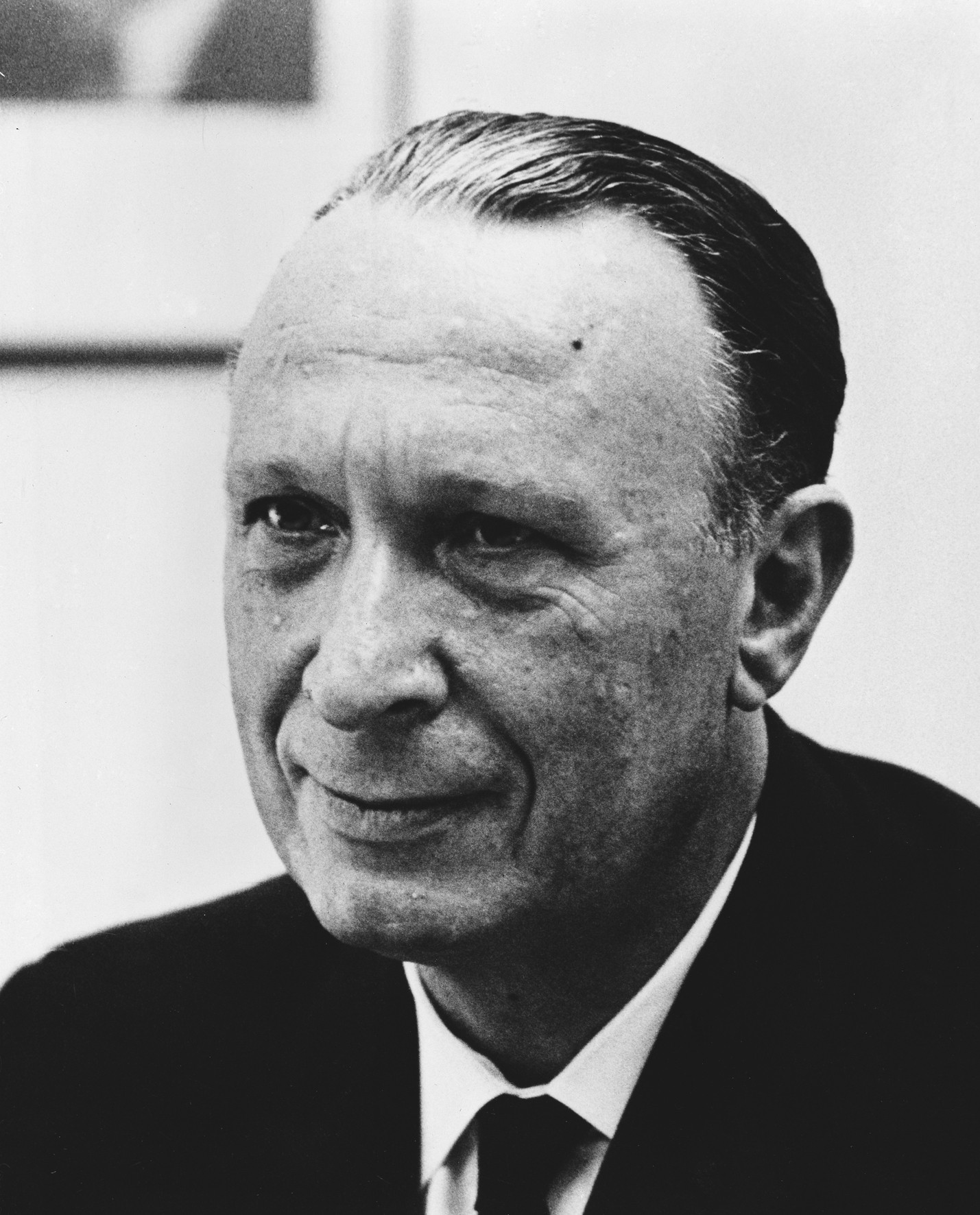
كان العالم الإسرائيلي البارز أهارون كاتسير من بين قتلى الهجوم

قُتل ما مجموعه 26 شخصاً خلال الهجوم:
| الاسم                      |
| -------------------------- |
| القس أنجيل بيرغانزو        |
| كارميلو كالديرون مولينا    |
| كارميلا سينترون            |
| كارمن إي. كريسبو           |
| فيرجن فلوريس               |
| إستير غونزاليس             |
| بلانكا غونزاليس دي بيريز   |
| كارمن غوزمان               |
| يوجينيا لوبيز              |
| إنريكي مارتينيز ريفيرا     |
| فاستي زيلا موراليس دي فيجا |
| خوسيه إم. أوتيرو أدورنو    |
| أنطونيو باتشيكو            |
| خوان باديلا                |
| أنطونيو رودريغيز موراليس   |
| كونسورسيا رودريغيز         |
| خوسيه أيه. رودريغيز        |
| يوشوا بيركوفيتش            |
| تسفي غوتمان                |
| أهارون كاتسير              |
| أورانيا لوبا               |
| أفيفا أوسلاندر             |
| هينيا راتنر                |
| شبرينزا رينغل              |
| آدم زامير                  |
| لونا صباح                  |

## التداعيات
كان رد فعل الجمهور الياباني في البداية غير مصدق للتقارير الأولية التي تفيد بأن مرتكبي الهجوم من اليابانيين حتى أكد مسؤول بالسفارة اليابانية أُرسل إلى المستشفى أن أوكاموتو مواطن ياباني. وقال أوكاموتو للدبلوماسي إنه ليس لديه أي شيء شخصي ضد الشعب الإسرائيلي، ولكن تحتم عليه أن يفعل ما فعله قائلاً «كان ذلك واجبي كجندي للثورة». حوكم أوكاموتو من قبل محكمة عسكرية إسرائيلية وحكم عليه بالسجن مدى الحياة في يونيو 1972. وأثناء محاكمته، قوض دفاعه تماماً، واحتج بشكل خاص على طلبات محاميه لإجراء تقييم نفسي. قضى أوكاموتو 13 عاماً فقط من عقوبة السجن. وأُطلق سراحه في 1985 مع أكثر من 1000 أسير آخر مقابل إطلاق سراح جنود إسرائيليين أسرى. ليستقر في وادي البقاع في لبنان. ألقي القبض عليه في 1997 بتهمة تزوير جواز السفر وانتهاك تأشيرة الدخول، ولكن في 2000 حصل على وضع اللاجئ السياسي في لبنان. ولا يزال مطلوباً من قبل الحكومة اليابانية اعتباراً من 2021. فيما جرى تسليم أربعة أعضاء آخرين من الجيش الأحمر قُبض عليهم في نفس الوقت إلى اليابان.
اغتال الموساد غسان كنفاني المتحدث باسم الجبهة الشعبية لتحرير فلسطين بعد بضعة أسابيع، رداً على الهجوم. عندما زرع عملاء الموساد قنبلة في سيارته انفجرت بعد أن أدار مفتاح التشغيل. كما قُتلت ابنة أخت كنفاني البالغة من العمر 17 عاماً.
زعمت العديد من وسائل الإعلام أن المنظم الرئيسي للهجوم وديع حداد، قد اغتيل على يد الموساد على الرغم من أن السجلات الرسمية تشير إلى أنه توفي بسبب سرطان الدم.